# Elachiptera lyrica
Elachiptera lyrica är en tvåvingeart som beskrevs av Curtis W. Sabrosky 1977. Elachiptera lyrica ingår i släktet Elachiptera och familjen fritflugor. Inga underarter finns listade i Catalogue of Life.